# Neper
De neper, afgekort tot Np, is geen eenheid, maar een logaritmische schaal om verhoudingen aan te duiden, gebaseerd op de natuurlijke logaritme. Daarbij betekent 0 Np een verhouding 1, dus gelijkheid. Een toename met 1 Np betekent een vergroting met een factor e ≈ 2,72, het grondtal der natuurlijke logaritmen. De neper is genoemd naar John Napier, de uitvinder van de natuurlijke logaritme.
Traditioneel worden niveaus, toe- en afnames van toestandsgrootheden, zoals elektrische stroom, elektrische spanning of druk uitgedrukt in neper en gebruikt men voor vermogen de decibel, niet door slechts neper in decibel om te rekenen, maar daarbij bovendien een speciale afspraak te hanteren.
Van twee toestandsgrootheden {\displaystyle x_{1}} en {\displaystyle x_{0}} wordt het niveauverschil L in neper gegeven door:
{\displaystyle L=\ln \left({\frac {x_{1}}{x_{0}}}\right){\,{\rm {Np}}}}
Veelal wordt voor {\displaystyle x_{0}} een afgesproken referentiewaarde genomen en spreekt men van het niveau L van de grootheid {\displaystyle x_{1}}, zonder daarbij te vermelden dat het het niveau ten opzichte van de referentiewaarde betreft.
Ook de verhouding van vermogens en intensiteiten kan als niveauverschil in neper uitgedrukt worden. Daarbij is de afspraak dat het niveauverschil bepaald is als de natuurlijke logaritme van de wortel uit de verhouding. Dus als  P0 en P1 twee in dezelfde eenheid gemeten vermogens of intensiteiten zijn, is het niveauverschil L in neper gedefinieerd door:
{\displaystyle L=\ln \left({\sqrt {\frac {P_{1}}{P_{0}}}}\right)\,\mathrm {Np} ={\tfrac {1}{2}}\ln \left({\frac {P_{1}}{P_{0}}}\right)\,\mathrm {Np} }

## Relatie met decibel
Neper en decibel zijn weliswaar soortgelijke logaritmische schalen met verschillende grondtallen, maar door de tegenovergestelde afspraken bij toestandsgrootheden zoals spanning, stroom en druk enerzijds en grootheden als vermogen en intensiteit anderzijds, niet zonder meer in elkaar om te rekenen op basis van de verschillende grondtallen. Rekening houdend met de verschillen in afspraak kan afgeleid worden, dat voor bijvoorbeeld vermogens P0 en P1 geldt:
{\displaystyle L=10{\,}^{10}\log(P_{1}/P_{0})\,{\rm {dB}}={\tfrac {1}{2}}\ln(P_{1}/P_{0})\,{\rm {Np}}={\tfrac {1}{2}}\ln(10){\,}^{10}\log(P_{1}/P_{0})\,{\rm {Np}}},
zodat
{\displaystyle 1\,{\rm {dB}}={\tfrac {1}{20}}\ln(10)\approx 0{,}11513\,{\rm {Np}}}
en omgekeerd:
{\displaystyle 1\,{\rm {Np}}\approx 8{,}68589\,{\rm {dB}}}